# (19400) Emileclaus
(19400) Emileclaus est un astéroïde de la ceinture principale.

## Description
(19400) Emileclaus est un astéroïde de la ceinture principale. Il fut découvert le 1er mars 1998 à La Silla par Eric Walter Elst. Il présente une orbite caractérisée par un demi-grand axe de 2,37 UA, une excentricité de 0,20 et une inclinaison de 2,9° par rapport à l'écliptique.

## Compléments